# The Seer (rivista)

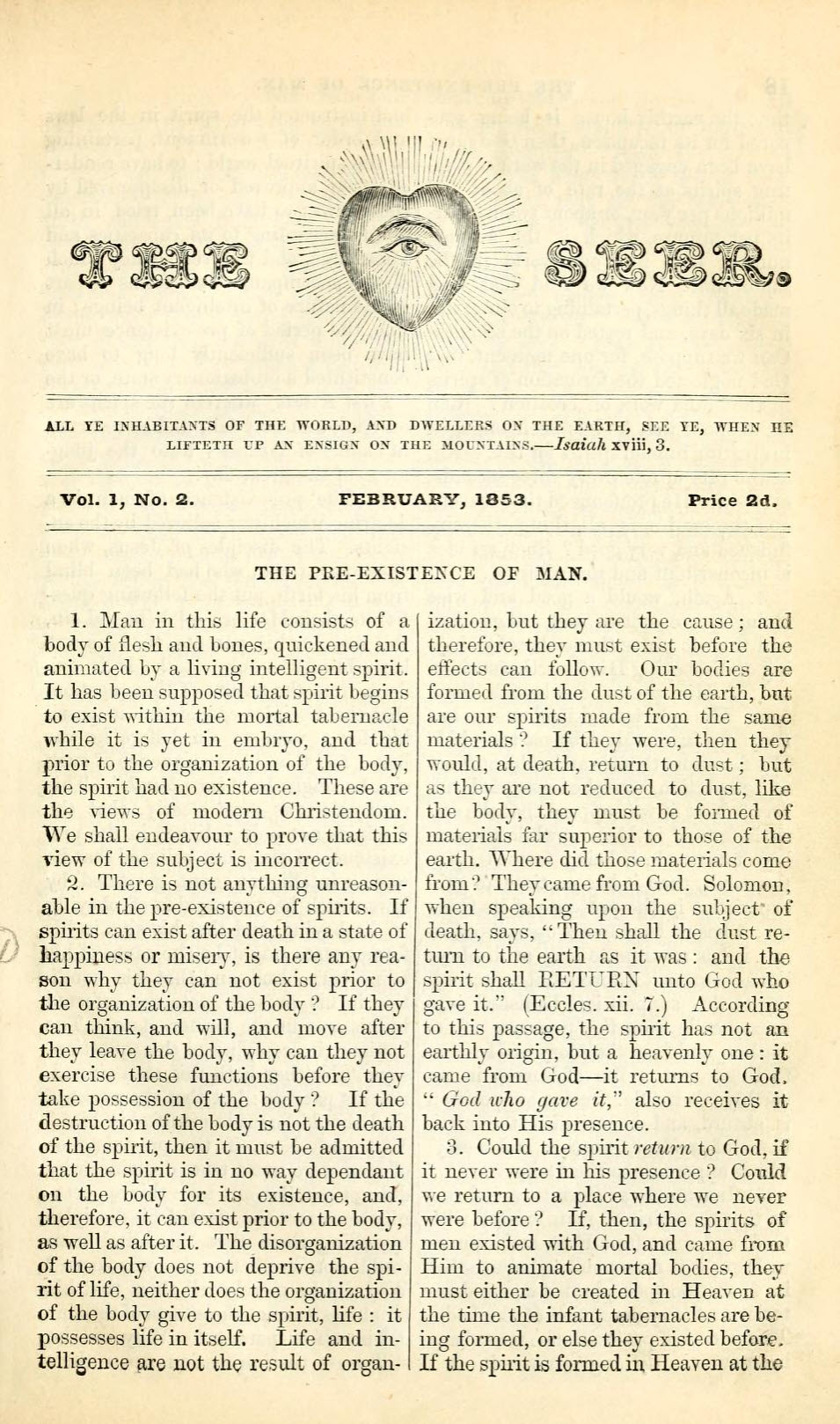
Secondo tema di The Seer
Febbraio 1853

The Seer fu la rivista ufficiale della Chiesa di Gesù Cristo dei santi degli ultimi giorni (mormoni). Venne pubblicato nel 1853 e nel 1854.

## Storia della pubblicazione
Dopo la chiesa mormone riconobbe pubblicamente che insegnava e praticava la poligamia nel settembre 1852 alla conferenza generale della chiesa, il Presidente della chiesa Brigham Young mandò l'Apostolo Orson Pratt a Washington, D.C., dove gli fu chiesto di pubblicare una rivista apologetica indirizzata ai non-mormoni. Lo scopo principale della rivista mormone era quello di spiegare e difendere i principi del mormonismo.
La prima edizione del The Seer fu pubblicata nel gennaio 1853, con le future edizioni prodotte mensilmente. Il contenuto del The Seer erano composte quasi interamente di scritti originali di Pratt. Nel corso della sua storia, il focus della rivista era prevalentemente la dottrina della poligamia. Per esempio, Pratt dedicò 107 delle 192 pagine totali per un'esposizione in dodici parti su quello che lui chiama matrimonio celeste.
The Seer fu pubblicato a Washington fino al luglio 1854, quando la pubblicazione fu spostata a Liverpool, Inghilterra. Dopo soli 18 numeri, Pratt fu costretto a cessare la pubblicazione a causa di crescenti perdite finanziarie. Circolazione raggiunse le 400 copie a fine 1853. "Il mondo non sottoscrive né legge The Seer," Pratt si lamentava con il fratello Parley.

## Conseguente polemica dottrinale
Nel 1865, una maggioranza della Prima Presidenza e del Quorum dei Dodici condannò ufficialmente le dichiarazioni sulla dottrina di Pratt che erano contenute nel The Seer:

## Eredità
Nonostante il fallimento del The Seer e la polemica che portata da alcuni dei suoi contenuti, molte delle tradizionali spiegazioni e delle giustificazioni dei Mormoni per la poligamia hanno avuto il loro inizio negli scritti di Pratt nella rivista.